# Adasi
Adasi ist ein altassyrischer König, der vor allem aus der assyrischen Königsliste bekannt ist. Landsberger setzt ihn um 1700 v. Chr. an und nimmt an, dass er gleichzeitig mit dem kassitischen Herrscher Gandiš/Gandaš regierte. Gemäß der assyrischen Königsliste gelang es ihm, der dort als „Sohn eines Niemands“ bezeichnet wird, im Gegensatz zu seinen sechs direkten Vorgängern eine Dynastie zu gründen.